# 나카자토촌 (미에현 이나베군)
나카자토촌(中里村)은 미에현 이나베군에 있던 촌이다. 현재의 이나베시에 해당한다.

## 역사
- 1889년 4월 1일 - 정촌제 시행에 의해 이나베군 나카자토촌이 성립하였다.
- 1955년 4월 3일 - 히가시후지와라촌, 니시후지와라촌, 시라세촌, 다쓰타촌과 합병해, 후지와라촌이 성립하여, 동일 나카자토촌은 폐지되었다.

## 참고문헌
- 角川日本地名大辞典 24 三重県